# Anapella cycladea
Anapella cycladea is een tweekleppigensoort uit de familie van de Mesodesmatidae. De wetenschappelijke naam van de soort werd in 1818 voor het eerst geldig gepubliceerd door Jean-Baptiste de Lamarck.